# Хорас Лънт
Хоръс Грей Лънт (на английски: Horace Gray Lunt) е американски славист и езиковед, първият специалист в САЩ по така наречения македонски език.
Лънт признава публично, че е получавал финансиране от Титова Югославия и Югославска Македония. Той е един от малкото автори извън Македония и бивша Югославия, отрекъл достоверността на Битолския надпис и поддръжник на тезата, че Самуил е „македонски цар“.